# Rougemont (Côte-d'Or)
Pour les articles homonymes, voir Rougemont.
Rougemont est une commune française située dans le département de la Côte-d'Or, en région Bourgogne-Franche-Comté.

## Géographie

### Localisation
La commune se trouve dans le Montbardois en Côte-d'Or et est limitrophe de L'Yonne.

### Communes limitrophes
Les communes limitrophes sont  Aisy-sur-Armançon, Arrans, Asnières-en-Montagne, Buffon, Perrigny-sur-Armançon et Quincy-le-Vicomte.

### Géologie et relief
La superficie de la commune est de 9,52 km2 ; son altitude varie de 192  à   332 mètres.

### Hydrographie

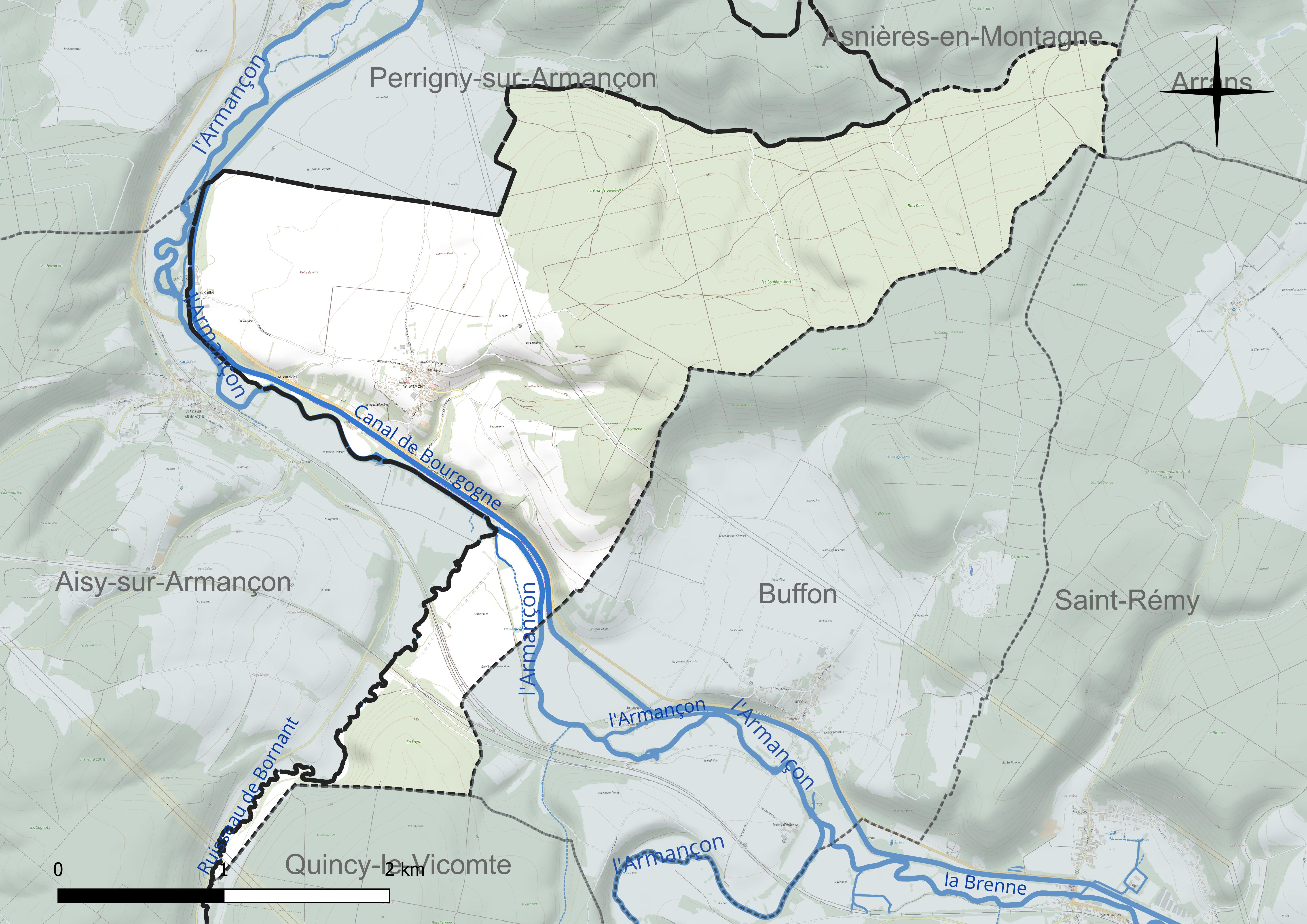
Carte hydrographique de la commune.

Le sud-ouest de la commune est limité par l'Armançon et le Canal de Bourgogne, traversé par deux pont routier sur une écluse et des ponts autonomes,,,.
L'Armançon est un affluent important de l'Yonne, dans le bassin collecteur de la Seine.

### Climat
Pour des articles plus généraux, voir Climat de la Bourgogne-Franche-Comté et Climat de la Côte-d'Or.
En 2010, le climat de la commune est de type climat des marges montargnardes, selon une étude du Centre national de la recherche scientifique s'appuyant sur une série de données couvrant la période 1971-2000. En 2020, Météo-France publie une typologie des climats de la France métropolitaine dans laquelle la commune est exposée à un climat océanique altéré et est dans la région climatique Lorraine, plateau de Langres, Morvan, caractérisée par un hiver rude (1,5 °C), des vents modérés et des brouillards fréquents en automne et hiver.
Pour la période 1971-2000, la température annuelle moyenne est de 10,2 °C, avec une amplitude thermique annuelle de 15,8 °C. Le cumul annuel moyen de précipitations est de 854 mm, avec 13 jours de précipitations en janvier et 8,2 jours en juillet. Pour la période 1991-2020, la température moyenne annuelle observée sur la station météorologique de Météo-France la plus proche, « Montbard_sapc », sur la commune de Montbard à 9 km à vol d'oiseau, est de 11,4 °C et le cumul annuel moyen de précipitations est de 853,5 mm,. Pour l'avenir, les paramètres climatiques de la commune estimés pour 2050 selon différents scénarios d'émission de gaz à effet de serre sont consultables sur un site dédié publié par Météo-France en novembre 2022.

## Urbanisme

### Typologie
Au 1er janvier 2024, Rougemont est catégorisée commune rurale à habitat dispersé, selon la nouvelle grille communale de densité à 7 niveaux définie par l'Insee en 2022.
Elle est située hors unité urbaine. Par ailleurs la commune fait partie de l'aire d'attraction de Montbard, dont elle est une commune de la couronne,. Cette aire, qui regroupe 34 communes, est catégorisée dans les aires de moins de 50 000 habitants,.

### Occupation des sols

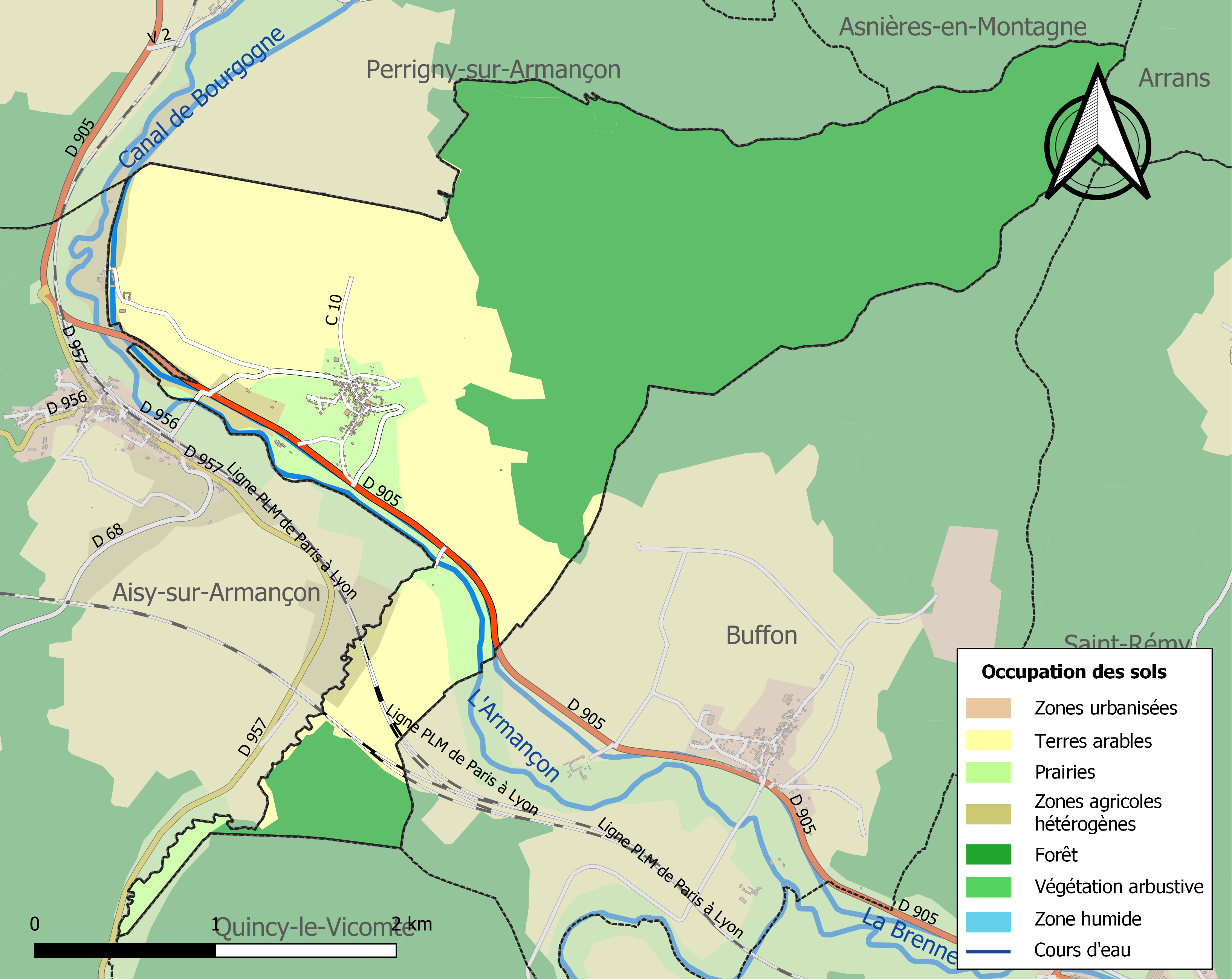
Carte des infrastructures et de l'occupation des sols de la commune en 2018 (CLC).

L'occupation des sols de la commune, telle qu'elle ressort de la base de données européenne d’occupation biophysique des sols Corine Land Cover (CLC), est marquée par l'importance des forêts et milieux semi-naturels (55,7 % en 2018), une proportion identique à celle de 1990 (55,7 %). La répartition détaillée en 2018 est la suivante : 
forêts (55,7 %), terres arables (32,6 %), prairies (8,6 %), zones agricoles hétérogènes (3,1 %). L'évolution de l’occupation des sols de la commune et de ses infrastructures peut être observée sur les différentes représentations cartographiques du territoire : la carte de Cassini (XVIIIe siècle), la carte d'état-major (1820-1866) et les cartes ou photos aériennes de l'IGN pour la période actuelle (1950 à aujourd'hui).

### Habitat et logement
En 2020, le nombre total de logements dans la commune était de 107, alors qu'il était de 116 en 2015 et de 108 en 2010.
Parmi ces logements, 66,6 % étaient des résidences principales, 21,4 % des résidences secondaires et 12,1 % des logements vacants. Ces logements étaient pour 97,2 % d'entre eux des maisons individuelles et pour 2,8 % des appartements.
Le tableau ci-dessous présente la typologie des logements à Rougemont en 2020 en comparaison avec celle de la Côte-d'Or et de la France entière. Une caractéristique marquante du parc de logements est ainsi une proportion de résidences secondaires et logements occasionnels (21,4 %) supérieure à celle du département (5,6 %) et à celle de la France entière (9,7 %). 
| Typologie                                               | Rougemont | Côte-d'Or | France entière |
| ------------------------------------------------------- | --------- | --------- | -------------- |
| Résidences principales (en %)                           | 66,6      | 85,9      | 82,1           |
| Résidences secondaires et logements occasionnels (en %) | 21,4      | 5,6       | 9,7            |
| Logements vacants (en %)                                | 12,1      | 8,5       | 8,2            |

### Voies de communication et transports
La commune est desservie par l'ancienne route nationale 5 (actuelle RD 905).
La ligne de Paris-Lyon à Marseille-Saint-Charles passe sur la rive opposée de l'Armançon et la gare d'Aisy était desservie avant sa& fermeture. La station de chemin de fer la plus proche est la gare de Nuits-sous-Ravières, desservie > par des trains TER Bourgogne-Franche-Comté qui effectuent des missions entre les gares de Dijon-Ville, Laroche - Migennes ou Auxerre-Saint-Gervais, les gares de Dijon-Ville, Lyon Part-Dieu ou Lyon-Perrache et Paris-Bercy, ainsi que par des trains TER de la liaison Lyon Part-Dieu ou Lyon-Perrache à Paris-Bercy.

## Histoire

### Moyen Âge
Ancienne abbaye de femmes, de l'ordre de Saint-Benoît, sous le vocable de Notre-Dame, dépendant de l'abbaye Saint-Jean-de-Réome à Moutiers-Saint-Jean, transférée à Dijon en 1673, et dite ensuite abbaye de Saint-Julien de Rougemont, à cause de l'union du prieuré de Saint-Julien-sur-Dheune (Saône-et-Loire). Outre l'abbaye, il y avait à Rougement une seigneurie laïque, avec château fort, et une Maison-Dieu.
Le village abrite une église du XIIIe siècle, sous le vocable de la Nativité de la Sainte-Vierge, qui a été le siège d'une cure du diocèse de Langres, doyenné de Moutiers-Saint-Jean, à la collation de l'évêque depuis la réunion de la mense abbatiale de Moutiers-Saint-Jean à son évêché (1731), et classée monument historique en 1912. Il subsiste également une tour fortifiée et des maisons des XIIIe siècle-XIVe siècle toutes habitées.
À environ un kilomètre au sud-est du village, par le chemin dit « de la tour », menant de Rougemont à Buffon (Côte-d'Or), se trouvent les ruines d'un donjon roman de l'ancien château fort, qui surplombent la vallée de l'Armançon et le canal de Bourgogne.
Au Moyen Âge, cette localité était beaucoup plus grande. La seigneurie était partagée entre l'abbesse de Rougemont et un seigneur laïc. Les épidémies de peste et de choléra auraient décimé la population. À l'origine cette ville devait s'appeler Mont-Rouge.

### Temps modernes
Un établissement métallurgique est situé de part et d'autre de l'Armençon, dont la création daterait du XVIe siècle ou du milieu du XVIIe siècle. Les seigneurs et comtes de Rochefort en sont propriétaires et les exploitent en faire-valoir indirect

### Époque contemporaine
La section passant à Rougemont du Canal de Bourgogne a été mise en service en 1828 et mise au gabarit Freycinet vers 1879. Un port d'eau est aménagé au début des années 1850.
Les installations métallurgiques, qui apparftiennent à la famille de La Guche, sont agrandis à la fin des années 1820 pour tenir compte des modifications apportées par la création du canal. L'usine cesse son activité au milieu du XIXe siècle, après avoir été intégrée à la "société des forges de Châtillon et Commentry", ancêtre du groupe ArcelorMittal

## Politique et administration

### Rattachements administratifs et électoraux

#### Rattachements administratifs
La commune se trouve depuis 1926 dans l'arrondissement de Montbard du département de la Côte-d'Or.
Elle faisait partie depuis 1793 du canton de Montbard. Dans le cadre du redécoupage cantonal de 2014 en France, cette circonscription administrative territoriale a disparu, et le canton n'est plus qu'une circonscription électorale.

#### Rattachements électoraux
Pour les élections départementales, la commune fait partie depuis 2014 d'un nouveau canton de Montbard porté de 28 à 57 communes.
Pour l'élection des députés, elle fait partie de la quatrième circonscription de la Côte-d'Or.

### Intercommunalité
Rougemont  est membre de la communauté de communes du Montbardois, un établissement public de coopération intercommunale (EPCI) à fiscalité propre créé en 2005 et auquel la commune a transféré un certain nombre de ses compétences, dans les conditions déterminées par le code général des collectivités territoriales.

### Liste des maires
| Période                                  | Période                        | Identité                  | Étiquette | Qualité                                                     |
| ---------------------------------------- | ------------------------------ | ------------------------- | --------- | ----------------------------------------------------------- |
| Les données manquantes sont à compléter. |                                |                           |           |                                                             |
|                                          |                                |                           |           |                                                             |
|                                          |                                | André Magnant             |           | Ancien prisonnier de guerre 1940-1945                       |
|                                          |                                |                           |           |                                                             |
| mars 2001                                | juin 2007                      | Léon Bacchieri            |           | Mort en fonction                                            |
| juillet 2007                             | mars 2014                      | Jean-Michel Rogosinski    |           |                                                             |
| avril 2014                               | mai 2020                       | Michel Capdevielle-Père   |           |                                                             |
| mai 2020                                 | printemps 2023                 | Roland Leconte            |           | Retraité de direction aux postes aux armées Démissionnaire  |
| juin 2023                                | En cours (au 30 novembre 2023) | Christelle Prin-Kaehrling |           | Employée civile ou agent de service de la fonction publique |

## Population et société

### Démographie
L'évolution du nombre d'habitants est connue à travers les recensements de la population effectués dans la commune depuis 1793. Pour les communes de moins de 10 000 habitants, une enquête de recensement portant sur toute la population est réalisée tous les cinq ans, les populations de référence des années intermédiaires étant quant à elles estimées par interpolation ou extrapolation. Pour la commune, le premier recensement exhaustif entrant dans le cadre du nouveau dispositif a été réalisé en 2004.

En 2022, la commune comptait 144 habitants, en évolution de −9,43 % par rapport à 2016 (Côte-d'Or : +0,82 %, France hors Mayotte : +2,11 %).
| 1793 | 1800 | 1806 | 1821 | 1836 | 1841 | 1846 | 1851 | 1856 |
| ---- | ---- | ---- | ---- | ---- | ---- | ---- | ---- | ---- |
| 434  | 336  | 340  | 321  | 384  | 370  | 391  | 387  | 339  |

| 1861 | 1866 | 1872 | 1876 | 1881 | 1886 | 1891 | 1896 | 1901 |
| ---- | ---- | ---- | ---- | ---- | ---- | ---- | ---- | ---- |
| 335  | 339  | 323  | 340  | 348  | 304  | 291  | 344  | 348  |

| 1906 | 1911 | 1921 | 1926 | 1931 | 1936 | 1946 | 1954 | 1962 |
| ---- | ---- | ---- | ---- | ---- | ---- | ---- | ---- | ---- |
| 323  | 319  | 267  | 310  | 274  | 268  | 216  | 244  | 244  |

| 1968 | 1975 | 1982 | 1990 | 1999 | 2004 | 2006 | 2009 | 2014 |
| ---- | ---- | ---- | ---- | ---- | ---- | ---- | ---- | ---- |
| 223  | 192  | 167  | 158  | 170  | 174  | 170  | 176  | 164  |

| 2019 | 2022 | - | - | - | - | - | - | - |
| ---- | ---- | - | - | - | - | - | - | - |
| 149  | 144  | - | - | - | - | - | - | - |

## Culture locale et patrimoine

### Lieux et monuments
- Église de la Nativité de Rougemont  Classé MH (1912), ancienne église abbatiale Notre-Dame, devenue paroissiale. Elle date du XIIIe siècle[28] et contient un retable dédié à saint Nicolas du XVIe siècle restauré en 2020[29].

- Vestiges du Château de Rougemont  Inscrit MH (1996)[30],[31].

- Maisons ancienne dans le village.
- Canal de Bourgogne[32]

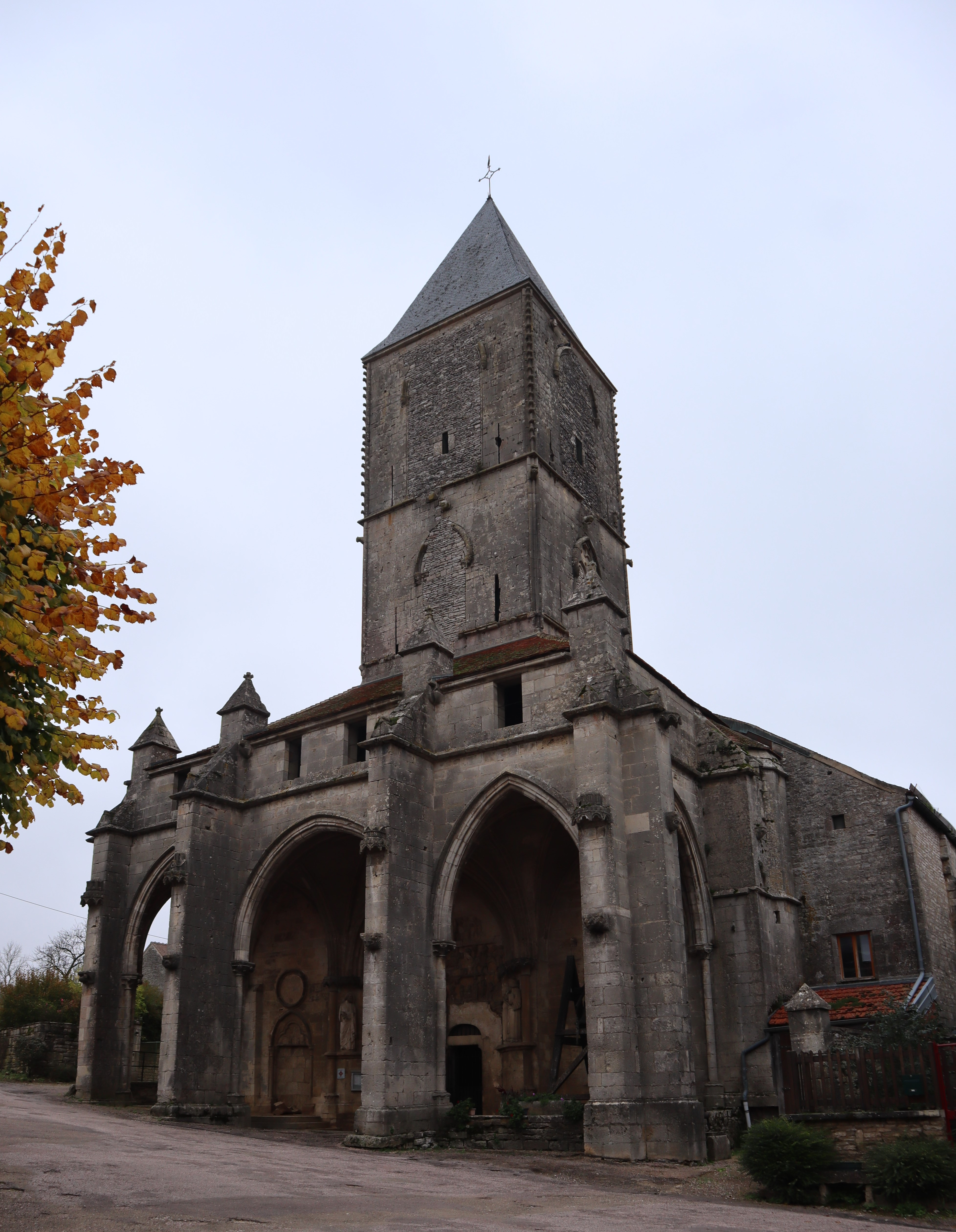
Église de la Nativité de Rougemont.
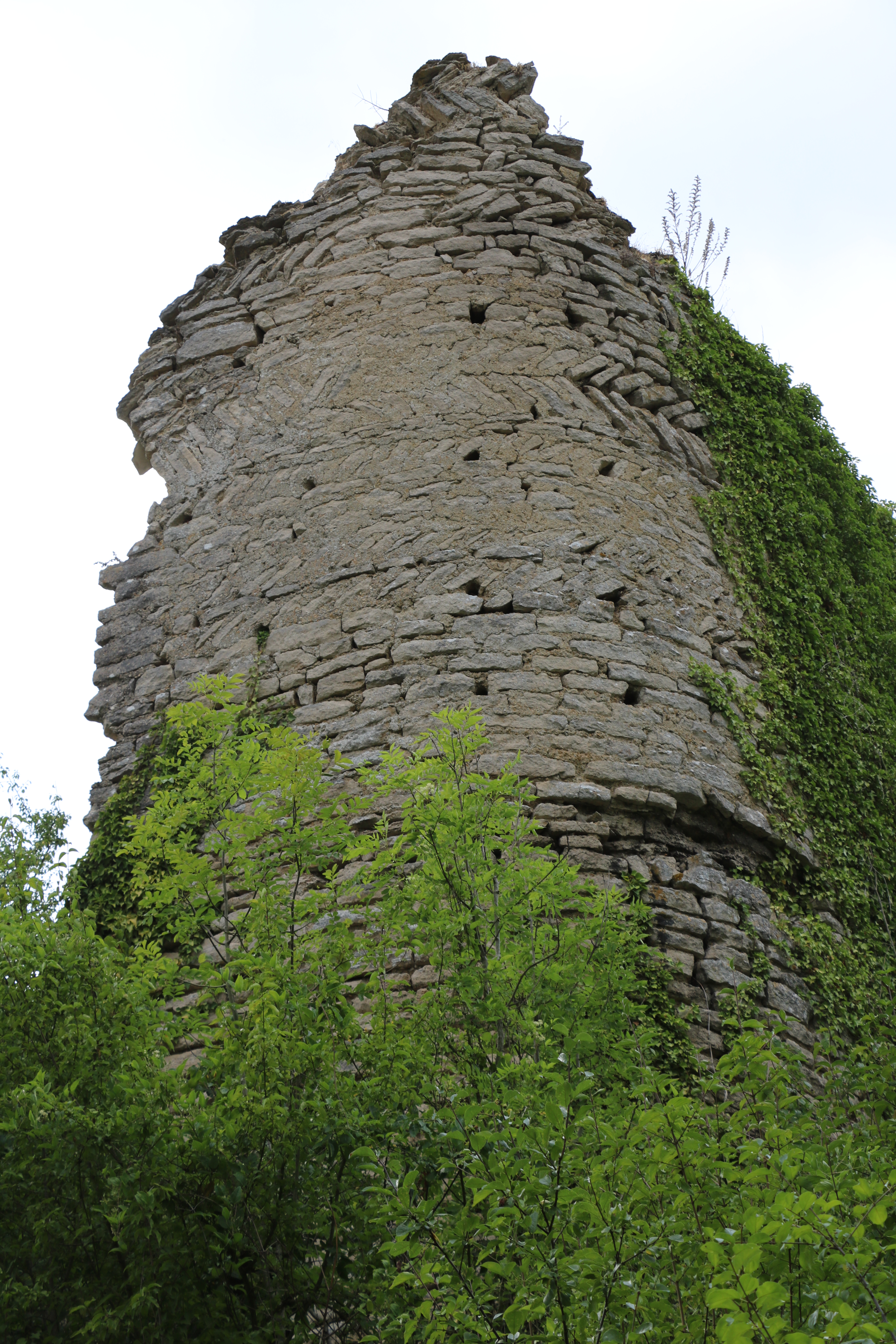
Donjon du château de Rougemont.
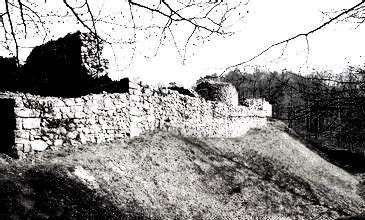
Le château.